# موزه دستگاه‌های سکس

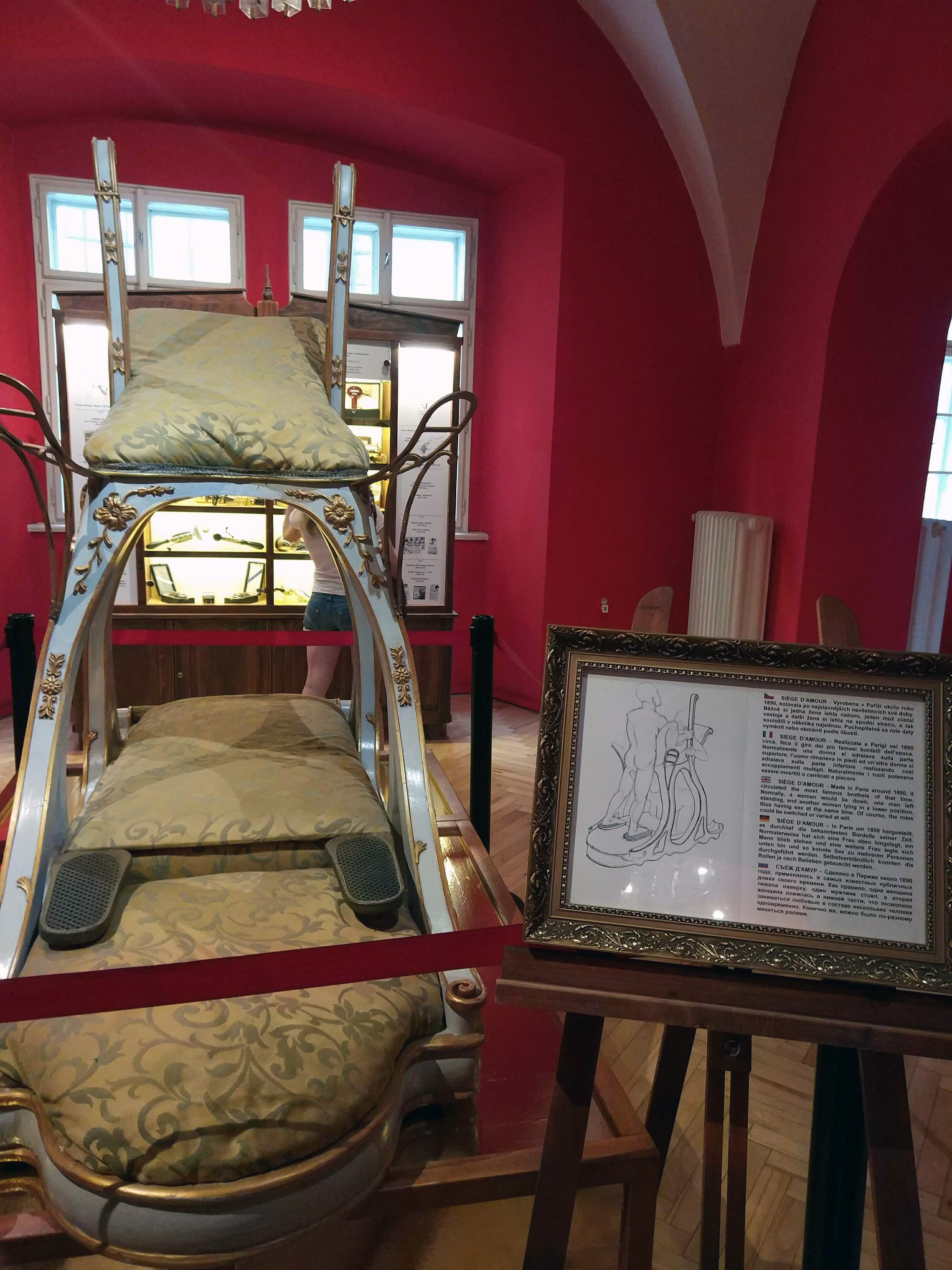
صندلی عشق، صندلی مخصوص هم‌آغوشی همزمان با دو نفر، متعلق به ادوارد هفتم، پادشاه انگلستان ۱۹۱۰–۱۹۰۱ میلادی

موزه دستگاه‌های سکس (به انگلیسی: SMM)) یک موزه سکس واقع در پراگ، جمهوری چک است که مجموعه‌ای از اسباب‌بازی‌های جنسی را در خود جای داده است. این موزه که در ۲۰۰۲ بازگشایی شد، هدفش به گفته بنایان‌گذارانش: «نمایشگاهی برای ابزارهای مکانیکی تحریک‌کننده که هدفشان ایجاد لذت و امکان انجام سکس در پوزیشن‌های گوناگون» است. این تنها موزه‌ایست در دنیا که تنها به دستگاه‌های سکس اختصاص دارد.
هم‌اکنون به تقریب ۲۰۰ ابزارک به همراه نوشته‌های راهنما در این موزه وجود دارد. قدمت برخی از این ابزارها به قرن ۱۶ می‌رسد. از جمله این ابزارها می‌توان به صورتک‌ها، " میزهای ویژه آمیزش جنسی" به منظور آسان‌سازی پوزیشن‌های غیرعادی، ابزارهایی برای تحریک "آلت مردان، کیسه بیضه، باسن، رحم و بافت‌های کلیتوریس "، لرزاننده‌ها، صندلی‌های طراحی شده برای "بی‌دی‌اس‌ام"، "جعبه جادویی آسیایی"، صندلی‌های سوراخ‌دار ویژه آمیزش دهانی، کمربند پاکدامنی مربوط به دهه ۱۵۸۰، کرست‌های آهنی و غیره اشاره کرد. حتی ابزاری ضد خودارضایی پسران که در فرانسه و در دهه ۱۹۲۰ اختراع شده بود نیز در این موزه وجود دارد. این ابزار حلقه الکترونیکی داشت که به محض شق شدن آلت پسر، والدین وی از راه صوت مطلع می‌شدند. در این موزه کفش‌های ویژه‌ای که فواحش یونانی می‌پوشیده‌اند نیز موجود است که زیر آن‌ها حک شده بود: «گام‌های مرا دنبال کن» تا از این طریق و با ردی که این نوشته روی زمین ایجاد می‌کرد، مشتریان قادر باشند فواحش را آسان‌تر بیابند. در این موزه همچنین مجموعه‌ای از البسه تحریک‌آمیز نیز وجود دارد. در بخش هنری این موزه نگاره‌هایی مرتبط با مسائل جنسی انسان نگه‌داری می‌شود. یک سالن نمایش در این موزه هست که در آن شماری از نخستین پورنوگرافی‌های تاریخ که در اسپانیا و در دهه ۱۹۲۰ ساخته شدند را نمایش می‌دهند.
پس از بازگشایی این موزه مسوولین شهر پراگ آن را به سبب آنچه آن‌ها «عدم پذیرش محتوا» می‌نامیدند، مورد نقد قرار دادند. این خود سبب افزایش بازدیدکنندگان گردید.

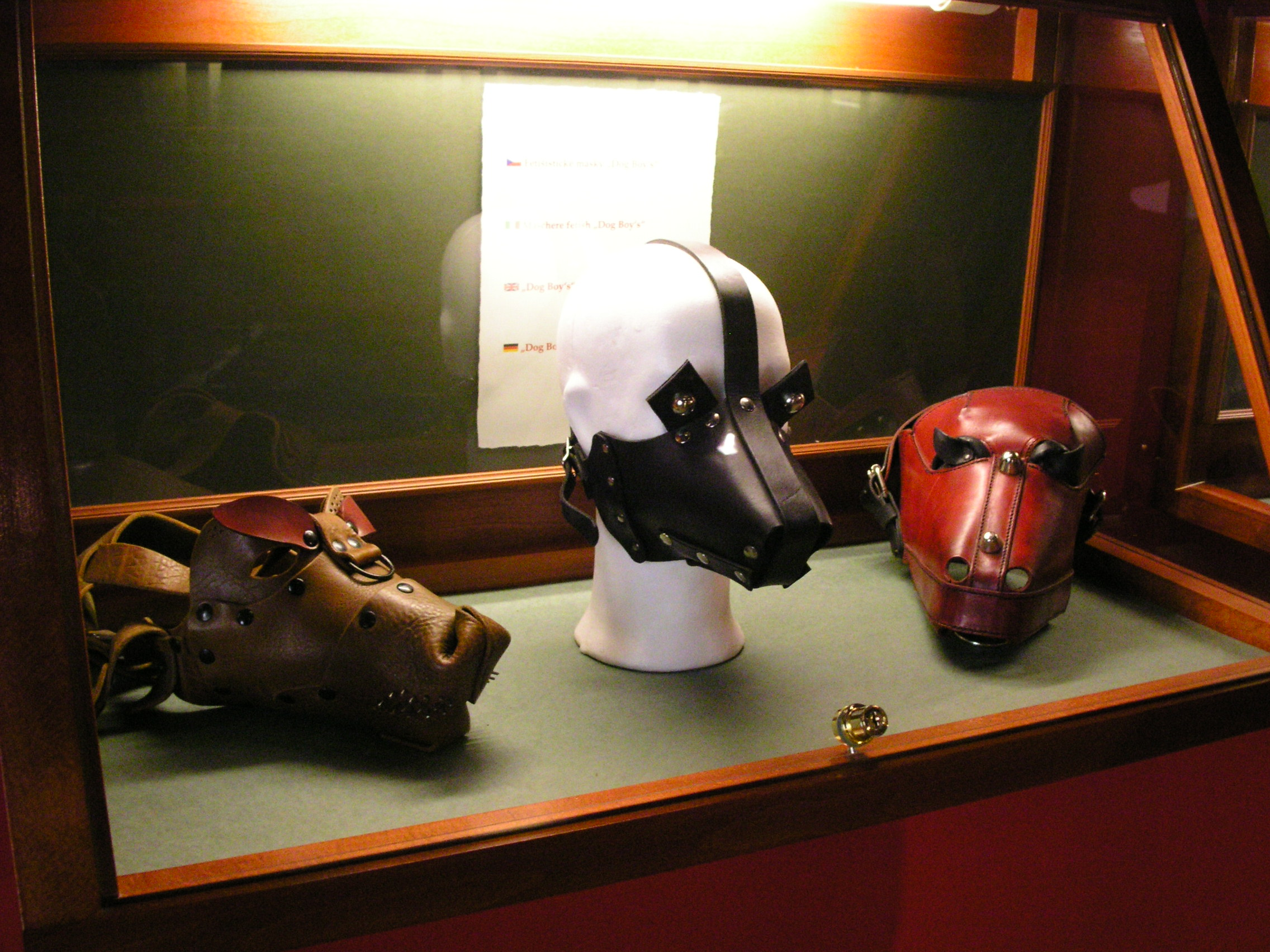
سه صورت مخصوص بی‌دی‌اس‌ام نمایش‌داده شده در موزه دستگاه‌های سکس.